# Nageia nagi
Nageia nagi е вид растение от семейство Podocarpaceae. Видът е почти застрашен от изчезване.

## Разпространение
Разпространен е в Китай, Япония и Тайван.